# Neopisosoma dohenyi
Neopisosoma dohenyi is een tienpotigensoort uit de familie van de Porcellanidae. De wetenschappelijke naam van de soort is voor het eerst geldig gepubliceerd in 1960 door Haig.